# Fred M. Wilcox
Fred McLeod Wilcox (n. 22 decembrie 1907 – d. 23 septembrie 1964)  a fost un regizor american. El a lucrat pentru Metro-Goldwyn-Mayer mai mulți ani, regizând filmul science-fiction clasic Forbidden Planet (1956) sau filmul de familie clasic Lassie Come Home care a fost inclus de National Film Registry în programul de conservare american National Film Preservation Board în 1993.

## Filmografie
- Joaquin Murrieta (1938)
- Lassie Come Home (1943)
- Courage of Lassie (1946)
- Three Daring Daughters (1948)
- Hills of Home (1948)
- The Secret Garden (1949)
- Shadow in the Sky (1952)
- Code Two (1953)
- Tennessee Champ (1954)
- Forbidden Planet (1956)
- I Passed for White (1960)